# ラブレター・フロム・何か?
「ラブレター・フロム・何か?」（ラブレター・フロム・なにか?）は、ecosystemの3枚目のシングル。2012年8月22日にSME Recordsから発売された。

## 概要
前作「月夜のnet」から約5ヶ月ぶりのリリースであり、2012年2作目のシングル。
表題曲「ラブレター・フロム・何か?」は、テレビ東京系アニメ『超訳百人一首 うた恋い。』のオープニングテーマに起用された。グループのシングル表題曲がテレビアニメの主題歌に起用されるのは1枚目のシングル「ジレンマ」以来2作ぶり。同曲にはPVが製作されており、2012年9月8日にYouTubeのSony Music公式チャンネル『sonymusicnetwork』からPVのフルバージョンが配信された。
うた恋い。盤（期間限定盤）、通常盤の2種リリースであり、前者には表題曲のテレビサイズバージョンが収録、表題曲のPV、テレビアニメ『超訳百人一首 うた恋い。』のノンクレジットオープニング映像が収録されたDVDが同梱されている。また、うた恋い。盤のディスクジャケットには表題曲が起用されたテレビアニメ『超訳百人一首 うた恋い。』の登場キャラクターの良岑宗貞、小野小町が描かれている。イラストはアニメーション制作を手掛けたTYOアニメーションズによる描き下ろし。
2012年9月29日、10月5日に本作の発売を記念したライブ『ラブレター・フロム・何か? 〜ecosystemワンマンライブなりけり〜』をShibuya O-Crest、大阪RUIDOで開催予定。

## チャート成績
2012年9月3日付のオリコン週間シングルチャートで45位を獲得。初動売上は0.2万枚を記録した。デイリーチャートでは8月24日付で最高位の27位を獲得した。
2012年9月3日付のBillboard JAPAN HOT 100で42位、Billboard JAPAN Hot Singles Salesで39位、Billboard JAPAN Hot Top Airplayで37位、Billboard JAPAN Hot Animationで7位を獲得した。また、2012年9月1日放送分のCOUNT DOWN TV内のThis Week's TOP 100で69位を獲得した。

## 批評
CDジャーナルは、「マイナー系ロックから滲むニッポン風味、リリックの切なさが起用された『超訳百人一首 うた恋い。』の世界観と重なっている。」と評した。

## 収録曲
（全作詞・作曲：壺坂恵、編曲：TOMI YO・ecosystem）
1. ラブレター・フロム・何か? [3:45]
  - テレビ東京系アニメ『超訳百人一首 うた恋い。』オープニングテーマ

起用された『超訳百人一首 うた恋い。』の原作漫画を読んでから楽曲製作を行ったという[1]。メロディは和風調であり、詞は「涙なりけり」などの昔の文体の言葉を使用している[5]。
2. アンニュイ、君の [5:35]
3. I dislike [2:12]
4. ラブレター・フロム・何か? TV ver. [1:32]
  - うた恋い。盤のみ収録。

DVD（期間限定盤のみ収録）
1. ラブレター・フロム・何か?（MusicVideo）
2. 『超訳百人一首　うた恋い。』ノンクレジットオープニング